# 埃玛纽埃勒·阿伊姆

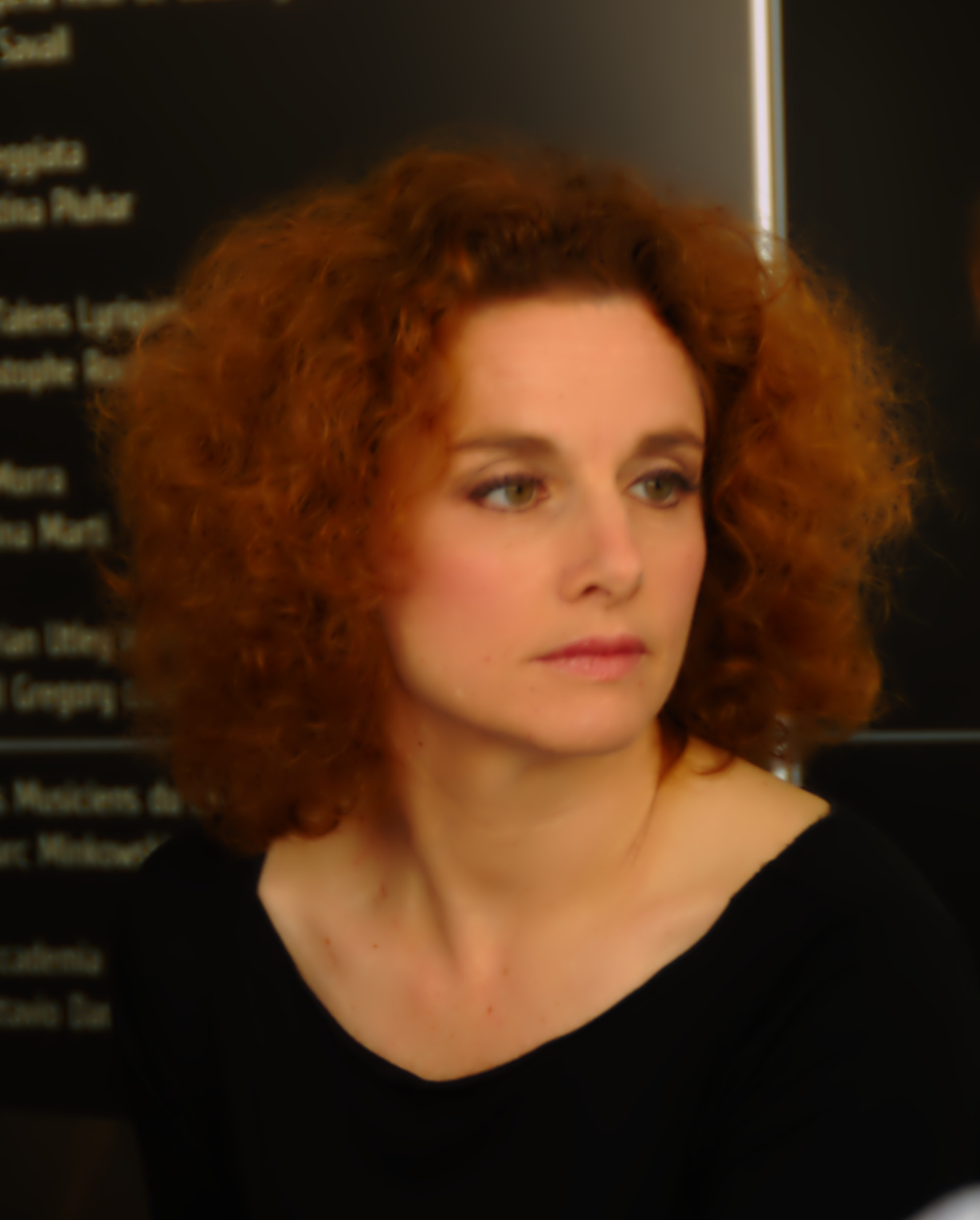
埃玛纽埃勒·阿伊姆（2011年）

埃玛纽埃勒·阿伊姆（法語：Emmanuelle Haïm，1962年5月11日—），法国大键琴演奏家、指挥家。

## 生平
阿伊姆出生于巴黎的一个犹太家庭，毕业于巴黎国立高等音乐舞蹈学院，曾师从安德烈·伊苏瓦尔、肯尼思·吉尔伯特和克里斯托夫·鲁塞。在威廉·克里斯蒂的推荐下，先后与繁盛艺术古乐团和西蒙·拉特尔合作。
阿伊姆致力于对早期古典音乐和巴洛克音乐的演绎，离开繁盛艺术古乐团之后，于2000年在里尔歌剧院成立了星光音乐会古乐团（Le Concert d'Astrée）。